# Какаура Ібі I
Какаура Ібі I — давньоєгипетський фараон з VIII династії.

## Життєпис
Коли він правив, точно не встановлено. Якщо виходити з даних Абідоського списку, то він, найпевніше, належав до останніх царів VIII династії. Його правління було нетривалим, імовірно, його влада поширювалась уже не на весь Єгипет.

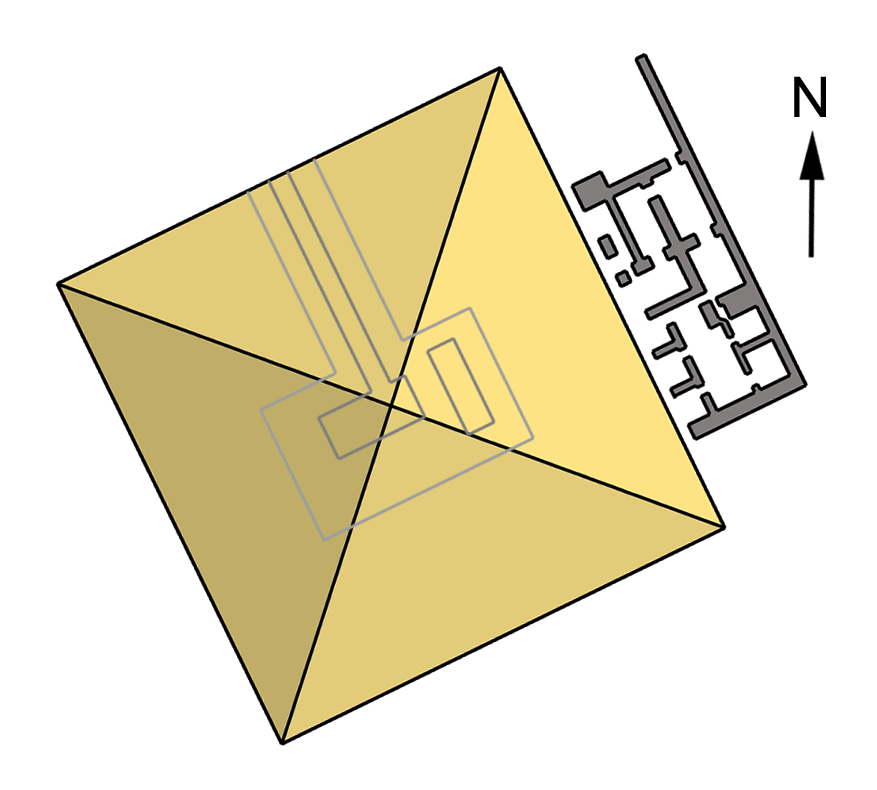
Піраміда Какаури Ібі I

Від першого року його правління зберігся напис про супроводження конвоєм з 200 воїнів каравану та 200 робітників до каменоломень Ваді-Хаммамата, куди Ібі їх відрядив для доставки каменів для його статуй та піраміди.
Його піраміда в Саккарі (близько 31,5 × 31,5 м та заввишки близько 21 м) була найменшою царською пірамідою в Єгипті, до того ж її було збудовано з погано оброблених кам'яних блоків і так поспіхом і недбало, що нині вона мало чим уже нагадує піраміду, більше схожа на піщаний кратер, що височіє не більше ніж на 3 м. Неможливо розібратись і в уламках будівель, що до неї долучаються.
На вапнякових блоках з основи піраміди знайшли значну кількість грубо виконаних червоною фарбою написів «Вождь лівійців». Зміст тих написів, однак, залишається незрозумілим. Підземна частина піраміди складалась із коридору, поховальної камери та сердабу. Стіни поховальної камери первинно були вкриті текстами. На підставі тих текстів було визначено, що піраміда належить правителю Какаурі Ібі. Вона була останньою пірамідою, збудованою в Саккарі.
Відповідно до Туринського папірусу фараон Ібі правив 4 роки та 2 місяці.